# Buești
Buești è un comune della Romania di 1 182 abitanti, ubicato nel distretto di Ialomița, nella regione storica della Muntenia.